# Седемдесет и трети пехотен полк
Седемдесет и трети пехотен полк е български пехотен полк, формиран през 1916 година и взел участие в Първата световна война (1915 – 1918).

## История
Седемдесет и трети пехотен полк е формиран под името Единадесети маршеви полк в Плевен съгласно заповед № 1 от 25 юли 1916 г. по 12-а сборна дивизия от кадър на 4-та, 17-а и 34-та допълващи дружини. Полкът е комплектуван предимно от току-що обучени млади войници набор 1916 година от Ловешка, Троянска, Плевенска, Луковитска и Тетевенска околия. На 21 септември 1916 г. заминава за село Гювенлия, Добруджа и е от състава на 3-та армия. На 1 октомври 1916 г. съгласно шифрована телеграма № 5933 от командващия 3-та армия полкът заедно с 6-и маршеви полк формира 1-ва бригада от новосформираната Сборна дивизия.
През войната участва във военни действия на Добруджанския (при Амузача, Милчова, Бериш-тепе, Балтажески и др.), а от 1917 година и на Македонския фронт (Скалиста чука (к.1139), Попадия (к.1008), с. Църковина, с. Градманци, с. Делидерлица, с. Галище и др.). Три дружини от състава на полка стават част от резерва в Плевен. На 1 януари 1918 година е преименуван на Седемдесет и трети пехотен полк, а след края на войната съгласно телеграма от щаба на Действащата армия № 11777 на 22 октомври 1918 г. в Плевен полкът демобилизира, като запасните чинове са уволнени, а тези които трябва да дослужват военната си служба са преведени в съответните допълващи дружини. Със заповед № 378 от 1 декември 1918 г. на командира полка е обявено неговото окончателно разформиране от същата дата.

## Командири
Званията са към датата на заемане на длъжността.
| №  | звание    | име         | дати                 |
| -- | --------- | ----------- | -------------------- |
| 1. | Полковник | Иван Петков | Първа световна война |

## Наименования
През годините полкът носи различни имена според претърпените реорганизации:
- Единадесети маршеви полк (10 юли 1916 – 1 януари 1918)
- Седемдесет и трети пехотен полк (1 януари 1918 – 1 декември 1918)

## Личности
- Цачо Сяров – командир на рота от полка